# Aeropuerto de Liverpool-John Lennon

Hay líneas de autobuses que conecttan con los ferrocarriles y metro del Gran Mánchester y Merseyside.

El aeropuerto internacional John Lennon es el aeropuerto local de la ciudad inglesa de Liverpool, Inglaterra. Su código IATA es LPL y su código OACI es EGGP. Antiguamente conocido como Speke Airport y RAF Speke, está a unos 10 km del estuario del río Mersey, al sudoeste del centro de Liverpool.
En los últimos años ha sido uno de los aeropuertos de mayor crecimiento en Europa, incrementando su número de pasajeros anuales de 875.000 en 1998 a 4,96 millones en el 2006. Su tasa de crecimiento en el 2006 fue de 12,6%, menor que el 31,5% del 2005.

## Historia
El aeropuerto se abrió oficialmente el 1 de julio de 1933 bajo el nombre de Aeropuerto Internacional "Speke". Demostró dar un servicio útil y de alta calidad gracias a la cantidad de aerolíneas que aterrizaban en él. Las primeras líneas aéreas en operar en Speke fueron Blackpool y West Coast Air Services. Otras aerolíneas que no tardaron en integrar Liverpool en sus destinos fueron Aer Lingus, Hillman Airways, Midland, Scottish Air Ferries, Railway Air Services, Royal Dutch Airlines, British United Airways, Crilley Airways y British Airways.
Después de un tiempo desde su apertura, el tráfico aéreo se acumulaba, así que el consejo de ciudad decidió que era necesaria la ampliación del aeropuerto para soportar la demanda. La primera necesidad era la nivelación y drenaje del campo de aviación, esto haría que se convirtiera en un aeropuerto más seguro durante la temporada de invierno. Para el verano de 1937 toda el área había sido nivelada y drenada.
El hangar N° 1 se terminó en 1937 y el N° 2 se terminó durante la Segunda Guerra Mundial. La actual torre del control se terminó en 1937 y se añadió el edificio terminal en 1939. Durante la guerra se instalaron tres hangares privados en el aeropuerto.
En la Segunda Guerra Mundial el aeropuerto cambió su nombre a RAF Speke, para dar servicio a la Fuerza Aérea Británica.
En 1961, cuando la corporación de Liverpool adquirió el control, se crearon nuevas pistas y hangares, diseñados según los últimos estándares internacionales. Las pistas tienen una distancia mínima de despegue de 2.169 m. Se han cuidado varios detalles para asegurar la posibilidad de expansión, para las futuras generaciones de la aviación. Actualmente es uno de los pocos puertos aéreos de la categoría II en Europa. Esto significa que un avión puede aterrizar en condiciones de mal tiempo o visibilidad.
Actualmente se piensa construir un segundo terminal, de tal manera de que el primero sería para vuelos privados y nacionales, y el segundo para vuelos internacionales.
Durante la primavera de 1972, se unieron dos hangares para formar un área grande que acomodaría un Boeing 747 o una versión ampliada del DC-8.
En el 2002 el aeropuerto se renombró a John Lennon y cambió su lema a "Above Us Only Sky", parafraseando a la canción "Imagine".
El aeropuerto original ahora es un estacionamiento y un hotel, el hangar N.º 1 y el 2 se han conservado y el N.º 3 se ha convertido en un centro deportivo.

## Beneficios
- Relativamente bajo nivel de utilización.
- Una sola terminal.
- Descarga de pasajeros gratuita
- 3 cargadores de vehículos eléctricos

## Aerolíneas y destinos
He aquí una lista de aerolíneas y destinos que operan en el aeropuerto de Liverpool: 
| Aerolíneas | Destinos |
| ---------- | --- |
| Aer Lingus | Dublín |
| Aurigny    | Estacional: Guernsey (inicia 2 de abril de 2024) |
| Dan Air    | Bacău |
| EasyJet    | Alicante, Ámsterdam, Antalya, Barcelona, Belfast–City, Belfast–Internacional, Enfidha (inicia 1 de abril de 2024), Faro, Hurghada, Isla de Man, Jersey, Lanzarote, Lárnaca, Málaga, Palma de Mallorca, París-Charles de Gaulle, Tenerife Sur Estacional: Bodrum, Corfú, Dalaman, Ginebra, Heraclión, Esmirna, Kos, Lyon, Niza, Salzburgo |
| Jet2.com   | Alicante (inicia 30 de marzo de 2024), Antalya (inicia 29 de marzo de 2024), Fuerteventura (inicia 30 de marzo de 2024), Funchal (inicial 1 de mayo de 2024), Gran Canaria (inicia 30 de marzo de 2024), Lanzarote (inicia 29 de marzo de 2024), Málaga (inicia 1 de abril de 2025), Pafos (inicia 3 de abril de 2024), Tenerife–Sur (inicia 28 de marzo de 2024) Estacional: Bodrum (inicia 1 de mayo de 2024), Burgas (inicia 2 de mayo de 2024), Corfú (inicia 3 de mayo de 2024), Cracovia (inicia 29 de noviembre de 2024), Dalaman (inicia 29 de marzo de 2024), Faro (inicia 30 de marzo de 2024), Heraclión (inicia 3 de mayo de 2024), Ibiza (inicia 3 de mayo de 2024), Kos (inicia 3 de mayo de 2024), Malta (inicia 1 de abril de 2025), Menorca (inicia 5 de mayo de 2024), Palma de Mallorca (inicia 29 de marzo de 2024), Praga (inicia 29 de noviembre de 2024), Reus (inicia 4 de mayo de 2025), Rodas (inicia 2 de mayo de 2024), Zante (inicia 1 de mayo de 2024) |
| Loganair   | Isla de Man |
| Play       | Estacional: Reykjavík–Keflavík |
| Ryanair    | Alicante, Barcelona, Beauvais, Bérgamo, Breslavia, Charleroi, Cork, Cracovia, Dublín, Estocolmo-Arlanda, Faro, Fuerteventura, Kaunas, Knock, Košice, Madrid, Málaga, Malta, Poznan, Roma–Ciampino, Shannon, Sofía, Szczecin, Tenerife Sur, Varsovia-Modlin Estacional: Bergerac, Copenhague, Ibiza, Lanzarote, Oporto Palma de Mallorca, Reus, Zara |
| Widerøe    | Bergen |
| Wizz Air   | Bucarest, Budapest, Gdansk, Iași, Katowice, Varsovia-Chopin |

## Estadísticas
Ver fuente y consulta Wikidata.

### Estadísticas de la ruta
| Puesto | Aeropuerto            | Pasajeros | Variación % |
| ------ | --------------------- | --------- | ----------- |
| 1      | Belfast–Internacional | 412.179   | 56,1%       |
| 2      | Dublín                | 338.156   | 369,3%      |
| 3      | Alicante              | 192.050   | 163,6%      |
| 4      | Málaga                | 190.534   | 164,2%      |
| 5      | Palma de Mallorca     | 156.364   | 196,7%      |
| 6      | Isla de Man           | 154.439   | 149,1%      |
| 7      | Ámsterdam             | 143.256   | 1.237,7%    |
| 8      | Faro                  | 141.824   | 151,3%      |
| 9      | Barcelona             | 117.838   | 466,5%      |
| 10     | Jersey                | 99.937    | 108,4%      |
| 11     | Knock                 | 83.846    | 180,7%      |
| 12     | Cracovia              | 73.898    | 216,4%      |
| 13     | Tenerife–Sur          | 71.690    | 510,4%      |
| 14     | Ginebra               | 58.743    | 3.147,3%    |
| 15     | Cork                  | 56.486    | 477,5%      |
| 16     | Bucarest              | 52.704    | 477,5%      |
| 17     | Roma–Fiumicino        | 47.261    | 842,6%      |
| 18     | Varsovia–Modlin       | 46.869    | 152,1%      |
| 19     | Lanzarote             | 46.378    | 266,6%      |
| 20     | Niza                  | 41.833    | 924,1%      |